# 名古屋造形芸術短期大学
名古屋造形芸術短期大学（なごやぞうけいげいじゅつたんきだいがく）は、かつて愛知県小牧市にあった私立の短期の美術大学。運営母体は、学校法人同朋学園。
1990年4月に、4年制の名古屋造形芸術大学が、同じ敷地内に開校。しばらくは並存する形で運営されていたが、2003年4月に廃止。名古屋造形芸術大学の1学部として、存続する事となった。

## 沿革
- 1967年4月 - 名古屋造形芸術短期大学開学。
  - 造形芸術科。コースは6コース（日本画、洋画、彫塑（ちょうそ）、ビジュアルデザイン、プロダクトデザイン）。定員50名。
- 1973年4月 - 定員を150名に増員
- 1975年4月 - 染色コース開設
- 1981年4月 - 造形芸術科を2つ（絵画・彫塑専攻、デザイン・工芸専攻）に分離。プロダクトデザインを環境デザインに改称。インテリアデザインコース開設。定員を240名に増員。
- 1983年4月 - インテリアデザインコース受講が二級建築士受験資格認定対象に
- 1985年4月 - 小牧市大草にキャンパス移転。造園デザインコース開設。
- 1986年4月 - 彫塑コースを彫刻コースに改称。造園デザインコースをランドスケープデザインコースに改称。インターメディア（総合芸術）コースを開設。定員を420名に増員。
- 1990年4月 - 4年制の名古屋造形芸術大学が同じ敷地内に開校。聴講生制度開設。彫刻コースが廃止され、名古屋造形芸術大学に移行開設。定員を320に増員。
- 1992年4月 - 編入学制度開設。聴講生を科目等履修生に名称変更。科目等履修生制度と研究生制度が発足。
- 1995年4月 - 全コースが学芸員資格認定対象に
- 2000年4月 - 2専攻8コースを2専攻6コース（日本画、洋画、インターメディア、ビジュアルデザイン、住・環境デザイン、工芸デザイン）に変更。定員を190名に縮小。
- 2002年4月 - 2専攻6コースを2専攻4コース（絵画、インターメディア、ビジュアルデザイン、スペース＆クラフトデザイン）に変更。
- 2003年4月 - 名古屋造形芸術大学短期大学部と改称。定員110名に縮小。
- 2007年3月 - 学生募集を停止

## 学部・学科
- 造形芸術科
  - 絵画・彫塑専攻
  - デザイン・工芸専攻

## 取得資格・免許状
- 中学校美術科教諭二種免許状
- 二級建築士受験資格認定
- 学芸員資格認定

## 施設
- 造形芸術センター
- 国際交流センター
- 社会交流センター
- 図書館

## 著名な出身者
- 浅生ハルミン - イラストレーター[1]
- 石井聖岳 - 絵本作家[2]
- 伊藤秀男 - 絵本作家[3]
- 遠藤利克 - 彫刻家[4]
- 大嶽有一 - 彫刻家[5]
- カメントツ - 漫画家[6]
- くるねこ大和 - 漫画家[要出典]
- 末松則子 - 鈴鹿市長、元三重県議会議員[7]
- すぎはらけいたろう - 絵本作家[8]
- 中村剛 - イラストレーター[9]
- 畠中恵 - 小説家[10]

## 姉妹校
- 同朋大学
- 名古屋音楽大学
- 同朋高等学校
- 同朋幼稚園

## 編入・進学実績（名古屋造形芸術短期大学含む）
- 造形芸術科：名古屋造形芸術大学ほか

## 所在地
- 愛知県小牧市大字大草字年上坂（おおくさ あざ ねんじょうざか）6004

## 交通手段
こまき巡回バスの温水プール・大草コースの造形大学前停留所下車、徒歩1分。

## 周辺
- 愛知文教大学
- 大久佐八幡宮
- 桃花台ニュータウン